# Amolops terraorchis
Amolops terraorchis — вид жаб родини жаб'ячих (Ranidae). Описаний у 2022 році.

## Поширення
Ендемік Індії. Цей вид відомий у двох охоронюваних заповідниках округу Західний Каменг у штаті Аруначал-Прадеш — заповіднику орхідей Сесса та заповіднику дикої природи «Орлине гніздо».

## Назва
Видовий епітет terraorchis походить від двох латинських слів: terra — «земля» та orchis — «орхідея», що означає «із країни орхідей». Назва відноситься до типового місцезнаходження — заповідника орхідей Сесса, який є першим подібним унікальним охоронюваним ландшафтом в Індії та, швидше за все, у світі, присвяченому захисту та збереженню багатого розмаїття орхідей у цій місцевості. Цікаво, що з площею лише 100 км2 заповідник орхідей Сесса містить неймовірні 149 видів орхідей, включаючи 59 рідкісних і п'ять надзвичайно рідкісних видів, з подальшим обсягом документування значно більшої кількості видів.